# 2,4-diaminopentanoat dehidrogenaza
2,4-diaminopentanoat dehidrogenaza (EC 1.4.1.12, 2,4-diaminopentanoatna kiselina C4 dehidrogenaza) je enzim sa sistematskim imenom 2,4-diaminopentanoat:NAD(P)+ oksidoreduktaza (deaminacija). Ovaj enzim katalizuje sledeću hemijsku reakciju
2,4-diaminopentanoat +2O + NAD(P)+ {\displaystyle \rightleftharpoons } 2-amino-4-oksopentanoat + NH3 + +
Ovaj enzim takođe deluje, mada sporo, na 2,5-diaminoheksanoat i formira 2-amino-5-oksoheksanoat.

## Literatura
- Nicholas C. Price; Lewis Stevens (1999). Fundamentals of Enzymology: The Cell and Molecular Biology of Catalytic Proteins (Third изд.). USA: Oxford University Press. ISBN 019850229X.
- Eric J. Toone (2006). Advances in Enzymology and Related Areas of Molecular Biology, Protein Evolution (Volume 75 изд.). Wiley-Interscience. ISBN 0471205036.
- Branden C; Tooze J. Introduction to Protein Structure. New York, NY: Garland Publishing. ISBN 0-8153-2305-0.
- Irwin H. Segel. Enzyme Kinetics: Behavior and Analysis of Rapid Equilibrium and Steady-State Enzyme Systems (Book 44 изд.). Wiley Classics Library. ISBN 0471303097.

## Spoljašnje veze
- 2,4-diaminopentanoate+dehydrogenase на 